# Autoalimentazione (meccanica)
L'autoalimentazione, detta anche comunemente anche se impropriamente “autocombustione”, è un problema tipico dei motori diesel, ma che può presentarsi anche in altri tipi di motore. Questo fenomeno non è da confondere con il dieseling, che ha caratteristiche simili, ma cambia negli effetti.

## Descrizione
L'olio riesce a trafilare in camera di combustione e tramite la compressione nella stessa viene combusto come fosse normale gasolio; in rari casi ed in particolare su motori datati può essere generato da un difetto di alimentazione del sistema d'iniezione meccanico o della valvola a farfalla bloccata aperta: questo porta il motore ad autoalimentarsi nonostante si disattivi il sistema di alimentazione (per esempio spegnendo elettricamente l'auto sfilando le chiavi) in quanto questa è effettuata con il semplice funzionamento del motore, il quale generalmente si arresta autonomamente per grippaggio.
Il trafilamento d'olio può avvenire tramite il circuito di ricircolo dei vapori d'olio: tramite un difetto di tenuta degli anelli che lasciano passare gas combusto nel basamento, si crea una foschia ricca di olio, la quale venendo poi aspirata nella camera di combustione dà luogo al fenomeno, che può essere scatenato anche da un eccesso di olio lubrificante.
Questo tipo di autoalimentazione è facilmente riconoscibile dall'ingente quantità di fumo denso che fuoriesce dallo scarico.

## Normativa
I motori diesel usati in ambienti industriali sono soggetti ad idrocarburi esterni che vengono introdotti nell'atmosfera e poi vengono reimmessi nei sistemi di aspirazione dell'aria: questo porta a situazioni pericolose, che si possono verificare nelle centrali chimiche, nelle raffinerie, nei siti di foratura od in qualsiasi ambiente in cui si producono idrocarburi appunto. L'impianto BP Texas City si è distrutto nel 2005 per questo motivo. La legge federale degli USA impone l'impiego di valvole di intercettazione d'aria o valvole ESD sui motori diesel, utilizzati su impianti di perforazione offshore.